# Stentjärnen (Äppelbo socken, Dalarna)
Stentjärnen är en sjö i Vansbro kommun i Dalarna och ingår i Dalälvens huvudavrinningsområde.